# My Mummy's Dead
〈My Mummy's Dead〉는 존 레논의 데뷔 솔로 음반인 《John Lennon/Plastic Ono Band》에 수록된 곡이다.

## 작곡
이 곡은 〈Julia〉와 〈Mother〉처럼 존이 자신의 어머니와 관련하여 쓴 곡 중 하나이다. 존의 목소리와 함께 독주의 어쿠스틱 기타가 작은 스피커를 통해 연주되고 있다.
《John Lennon/Plastic Ono Band》의 오프닝 곡 〈Mother〉의 원초적인 비명과 달리 〈My Mummy's Dead〉는 모노톤 전달로 절제된 감성으로 노래부르며 앨범을 마무리하고 있다. 작가 존 블래니는 레논의 전달이 "레논의 오랜 공허감을 불러 일으킨다"고 말했다. 음악평론가 조니 로건은 이 곡이 "성인의 기억을 통해 어린 시절의 공포의 위협을 가장 불안한 방식으로 포착한다"고 말했다. 록 저널리스트 폴 두 노이어는 "존의 전달의 빈약함"으로 인해 가장 단순한 존의 곡 중 하나임에도 불구하고, 가장 무섭고 오싹함이 느껴지는 존의 곡이라고 말했다. 존 자신은 평범하고 짧으며 아이 같은 가사의 곡을 쓰려고 했기 때문이라고 말했다.

## 참여 인원
- 존 레논 - 보컬, 어코스틱 기타